# Sobieski-getijdenboek

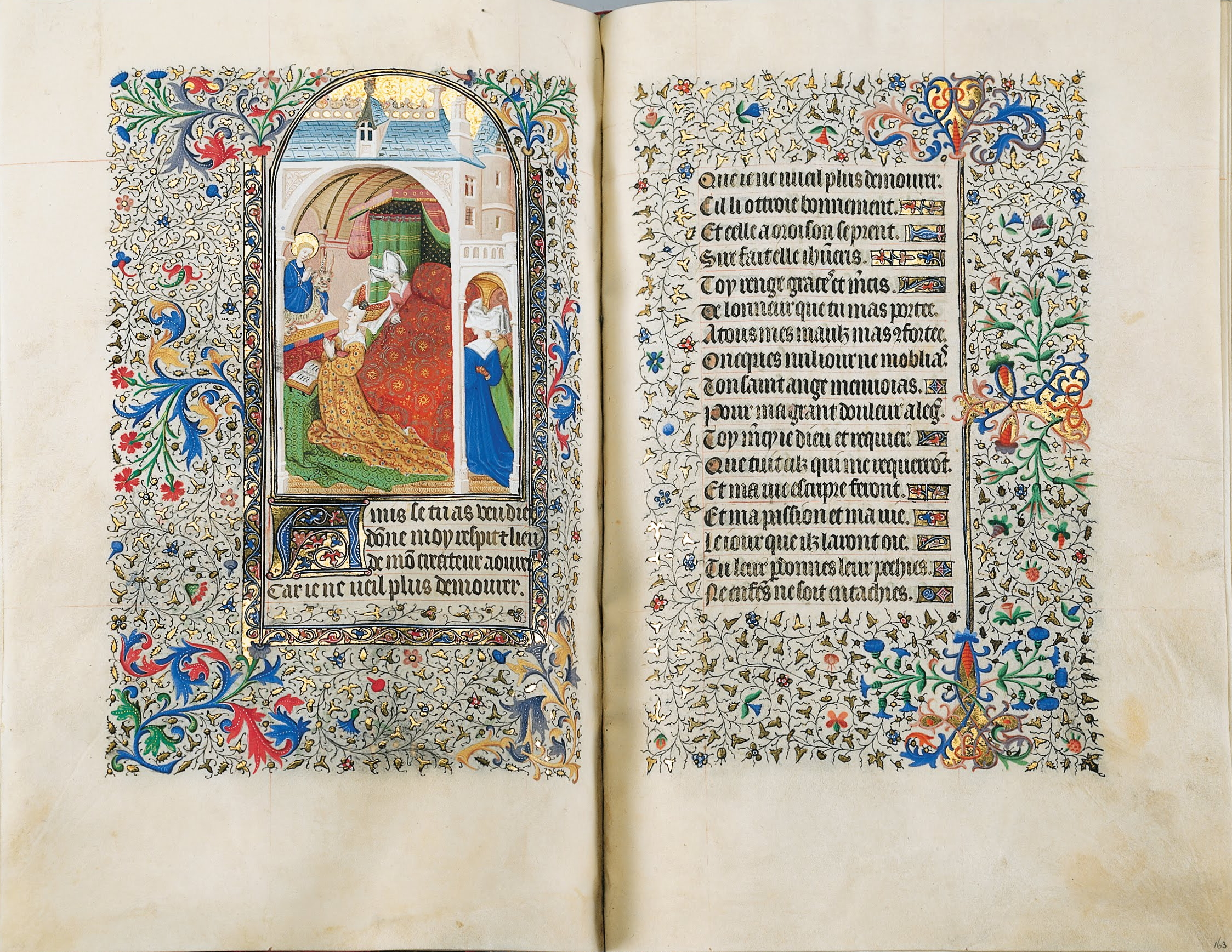
Sobieski-getijdenboek f162v

Het Sobieski-getijdenboek is een verlucht getijdenboek voor het gebruik van Parijs, dat gemaakt werd in Parijs omstreeks 1430 waarschijnlijk voor Margaretha van Bretagne (1412-1426), maar uiteindelijk werd afgewerkt voor haar zus Isabella van Bretagne (1411-1444), beiden dochters van Jan V van Bretagne. Het boek werd ca. 1430 verlucht in het atelier van de Bedford-meester, maar werd later afgewerkt door de Fastolf-meester en door de Meester van de Gouden Legende van München. Het kreeg zijn naam naar Jan III Sobieski, koning van Polen van 1674-1696. Het wordt nu bewaard in de Royal Library in Windsor, als RCIN 1142248, ca. 1420-1425.

## Beschrijving
Het handschrift bestaat uit 234 perkamenten folia van 286 bij 197 mm. Het tekstblok meet 139 bij 92 mm. De Latijnse tekst is geschreven in een littera textualis in een kolom met 17 lijnen per blad. Het handschrift bevat zestig volbladminiaturen en meer dan 400 rijkelijk gedecoreerde verhalende scènes.
Het boek is gebonden in rood fluweel met vergulde hoekbeschermers en vergulde sluitingen. Op het voorplat prijkt een vergulde ovale medaillon met daarop de gekroonde initialen JRP (Johannes Rex Poloniorum).

## Geschiedenis
Ook al menen sommigen dat het boek besteld werd voor Margaretha van Bretagne, bestaat daarover geen eensgezindheid. Het boek werd zeker geschreven voor een vrouw, want de teksten van het dodenofficie zijn in vrouwelijke vorm. In de miniaturen wordt ook verschillende keren een dame van adel afgebeeld. Op f162v zien we een adellijke dame in gebed voor een altaar met een beeld van de heilige Margaretha die aan de draak ontsnapt. Jenny Stratford ging onder andere hiervan uit om de hypothese te formuleren dat de originele bestemmelinge Margaretha van Bretagne was die echter in 1426 stierf, maar anderen stellen dat in vraag.
Wat wel met zekerheid is vast te stellen is dat het handschrift op het einde van de 16e eeuw in handen was van Jan Sobieski, koning van Polen. Na Jan Sobieski kwam het terecht bij Maria Clementina Sobieska, zijn kleindochter, die het op haar vlucht uit Innsbruck, waar ze gevangengezet was in opdracht van Keizer Karel VI om haar te beletten in het huwelijk te treden met Jacobus Frans Eduard Stuart, troonpretendent van het Koninkrijk Groot-Brittannië. Het paar kon na de vlucht van Maria uiteindelijk toch trouwen en zo kwam het handschrift terecht bij de Jakobieten in Engeland. Maria liet het boek na aan haar jongste zoon Hendrik Benedictus Stuart, de laatste troonpretendent bij de Stuarts, maar werkzaam bij de Heilige Stoel aan het Vaticaan waar zijn aanspraken op de Engelse troon niet erkend werden en men hem Cardinal Duke of York noemde. Hendrik schonk het via erfenis in 1807 aan George IV van het Verenigd Koninkrijk die toen nog prins van Wales was. Zo kwam het boek terecht in de koninklijke collectie, waar het nog altijd bewaard wordt.

## Inhoud
Het boek bevat de traditionele onderdelen van een getijdenboek zoals de kalender, in het Frans, het Obsecro te en het O intemerata, het Kleine Officie van Onze Lieve Vrouw, de Boetepsalmen, de Litanie van alle Heiligen, het dodenofficie en een reeks andere gebeden. Opmerkelijk is een Leven van de heilige Margaretha, geschreven in het Frans, dat in het boek is opgenomen.